# Deutschland Cup 2021
32. edycja Deutschland Cup – rozegrana została pomiędzy 11 a 14 listopada 2021 roku w Krefeld w hali König Palast. Zgodnie z tradycją, w turnieju wzięły udział cztery zespoły. Organizatorem turnieju była niemiecka federacja hokejowa, Deutscher Eishockey-Bund (DEB).
Tytuł z poprzedniej edycji bronili Łotysze. W 32. edycji pucharu po triumf sięgnęli reprezentanci gospodarzy, którzy tryumfowali po raz ósmy w historii. Drugie miejsce zajęła reprezentacja Słowacji, na najniższym stopni podium stanęli Szwajcarzy, Najsłabszą drużyną okazała się Rosja.

## Wyniki
| 11 listopada 2021 | Słowacja | 7:1 | Szwajcaria | König Palast, Krefeld |

| Szczegóły      | Szczegóły | Szczegóły       | Szczegóły           | Szczegóły                                                                                                   |
| -------------- | --- | --------------- | ------------------- | --- |
| Godzina: 16:15 | D. Gríger (EQ) 03:00 D. Gríger (EQ) 29:32 M. Krištof (PP) 46:11 A. Holešinský (EQ) 57:49 M. Vitalos (EQ) 58:15 S. Takáč (EQ) 58:42 P. Hrehorčák (PP) 59:57 | (1:1, 1:0, 5:0) | 12:31 (EQ) E. Corvi | Widzów: 1560 Sędzia główny: Andris Ansons André Schrader Sędziowie liniowi: William II Hancock Jonas Merten |
| Godzina: 16:15 | 4 min. kar |                 | 35 min. kar         | Widzów: 1560 Sędzia główny: Andris Ansons André Schrader Sędziowie liniowi: William II Hancock Jonas Merten |

| 11 listopada 2021 | Niemcy | 4:3 | Rosja | König Palast, Krefeld |

| Szczegóły      | Szczegóły                                                                             | Szczegóły       | Szczegóły                                                         | Szczegóły                                                                                             |
| -------------- | ------------------------------------------------------------------------------------- | --------------- | ----------------------------------------------------------------- | --- |
| Godzina: 19:45 | L. Bergmann (EQ) 09:05 Y. Ehliz (EQ) 12:52 L. Pföderl (EQ) 27:29 T. Rieder (PP) 41:39 | (2:2, 1:0, 1:1) | 07:30 (EQ) M. Groszew 08:10 (EQ) M. Cypłakow 53:11 (EQ) M. Sorkin | Widzów: 1560 Sędzia główny: Sean MacFarlane Stephen Reneau Sędziowie liniowi: Šimon Synek Dāvis Zunde |
| Godzina: 19:45 | 8 min. kar                                                                            |                 | 8 min. kar                                                        | Widzów: 1560 Sędzia główny: Sean MacFarlane Stephen Reneau Sędziowie liniowi: Šimon Synek Dāvis Zunde |

| 13 listopada 2021 | Niemcy | 3:0 | Szwajcaria | König Palast, Krefeld |

| Szczegóły      | Szczegóły                                                      | Szczegóły       | Szczegóły   | Szczegóły                                                                                                  |
| -------------- | -------------------------------------------------------------- | --------------- | ----------- | --- |
| Godzina: 14:30 | T. Rieder (PP) 27:13 L. Pföderl (EQ) 58:11 P. Hager (EQ) 59:23 | (0:0, 1:0, 2:0) |             | Widzów: 2678 Sędzia główny: Andris Ansons André Schrader Sędziowie liniowi: William II Hancock Šimon Synek |
| Godzina: 14:30 | 8 min. kar                                                     |                 | 10 min. kar | Widzów: 2678 Sędzia główny: Andris Ansons André Schrader Sędziowie liniowi: William II Hancock Šimon Synek |

| 13 listopada 2021 | Rosja | 1:3 | Słowacja | König Palast, Krefeld |

| Szczegóły      | Szczegóły             | Szczegóły       | Szczegóły                                                        | Szczegóły                                                                                              |
| -------------- | --------------------- | --------------- | ---------------------------------------------------------------- | --- |
| Godzina: 18:00 | R. Byczkow (EQ) 02:38 | (1:2, 0:0, 0:1) | 05:43 (EQ) S. Takáč 13:23 (EQ) A. Holešinský 51:40 (EQ) S. Buček | Widzów: 2729 Sędzia główny: Lukas Kohlmüller Stephen Reneau Sędziowie liniowi: Markus Merk Dāvis Zunde |
| Godzina: 18:00 | 4 min. kar            |                 | 6 min. kar                                                       | Widzów: 2729 Sędzia główny: Lukas Kohlmüller Stephen Reneau Sędziowie liniowi: Markus Merk Dāvis Zunde |

| 14 listopada 2021 | Szwajcaria | 3:2 | Rosja | König Palast, Krefeld |

| Szczegóły      | Szczegóły                                                            | Szczegóły       | Szczegóły                                    | Szczegóły                                                                                               |
| -------------- | -------------------------------------------------------------------- | --------------- | -------------------------------------------- | --- |
| Godzina: 11:00 | A. Ambühl (EQ) 36:55 S. Andrighetto (EQ) 38:18 I. Pestoni (EQ) 58:10 | (0:1, 2:1, 1:0) | 19:38 (PP) J. Pautow 29:38 (EQ) S. Gonczaruk | Widzów: 2172 Sędzia główny: Lukas Kohlmüller Sean MacFarlane Sędziowie liniowi: Markus Merk Šimon Synek |
| Godzina: 11:00 | 10 min. kar                                                          |                 | 4 min. kar                                   | Widzów: 2172 Sędzia główny: Lukas Kohlmüller Sean MacFarlane Sędziowie liniowi: Markus Merk Šimon Synek |

| 14 listopada 2021 | Niemcy | 4:1 | Słowacja | König Palast, Krefeld |

| Szczegóły      | Szczegóły                                                                             | Szczegóły       | Szczegóły           | Szczegóły                                                                                                   |
| -------------- | ------------------------------------------------------------------------------------- | --------------- | ------------------- | --- |
| Godzina: 14:30 | L. Pföderl (EQ) 00:14 T. Rieder (EQ) 05:38 D. Bittner (PP) 38:43 T. Rieder (EQ) 55:31 | (2:0, 1:1, 1:0) | 25:50 (EQ) S. Buček | Widzów: 2309 Sędzia główny: Andris Ansons Stephen Reneau Sędziowie liniowi: William II Hancock Jonas Merten |
| Godzina: 14:30 | 4 min. kar                                                                            |                 | 2 min. kar          | Widzów: 2309 Sędzia główny: Andris Ansons Stephen Reneau Sędziowie liniowi: William II Hancock Jonas Merten |

## Tabela
| Poz. | Zespół     | M | Pkt | Z | WpD | PpD | P | G+ | G- | +/- |
| ---- | ---------- | - | --- | - | --- | --- | - | -- | -- | --- |
| 1.   | Niemcy     | 3 | 9   | 3 | 0   | 0   | 0 | 11 | 4  | +7  |
| 2.   | Słowacja   | 3 | 6   | 2 | 0   | 0   | 1 | 11 | 6  | +5  |
| 3.   | Szwajcaria | 3 | 3   | 1 | 0   | 0   | 2 | 4  | 12 | -8  |
| 4.   | Rosja      | 3 | 0   | 0 | 0   | 0   | 3 | 6  | 10 | -4  |